# Geert De Vlieger
Geert De Vlieger (Dendermonde, 16 de outubro de 1971) é um ex-futebolista belga que atuava como goleiro.
Ele iniciou a sua carreira no seu país jogando nas equipas do KSK Lebbeke, Anderlecht e Beveren, depois partiu para os Países Baixos, onde jogou na equipa/equipe Willem II Tilburg durante quatro anos (2000-2004). Fez parte da Seleção Belga de Futebol de 5 de fevereiro de 1999 até 1 de março de 2006, sendo capitão por 43 vezes. Em junho de 2004 assinou um contrato com a equipa do Manchester City, mas devido a um problema físico ficou impedido de jogar durante duas épocas na Inglaterra. Em junho de 2006, assinou um contrato com o clube Zulte-Waregem e voltou ao seu país natal.